# Intercanvis de presoners entre els abbàssides i els romans d'Orient

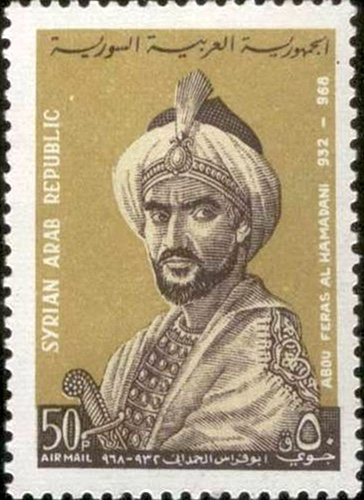
El poeta àrab Abu-Firàs al-Hamdaní fou un dels presoners intercanviats el 966 després d'uns anys de captivitat a Constantinoble.

En el transcurs de les guerres arabo-romanes, periòdicament es dugueren a terme intercanvis de presoners entre els abbàssides i els romans d'Orient. Els primers tingueren lloc a finals del segle viii i els últims a finals del segle x. La majoria d'ells es produïren al riu Lamos (Cilícia), a la frontera entre les dues potències.
Els segles de guerra entre el Califat Abbàssida i l'Imperi Romà d'Orient suscitaren una certa comprensió recíproca i un cert respect mutu que es reflectien en els intercanvis diplomàtics i culturals entre els dos estats. Aquest fet es pot veure en els protocols de les recepcions a la cort imperial de Constantinoble, en els quals els «musulmans d'Orient» venien immediatament després de les autoritats eclesiàstiques, incloent-hi els correligionaris búlgars i francs. Tant un bàndol com l'altre procedia envers els presoners amb magnanimitat; tot i que els romans solien exhibir els captius àrabs en els seus triomfs, en general els tractaven bé en tots els altres respectes. Els prohoms capturats sovint eren convidats d'honor durant la seva captivitat. Per exemple, rebien invitacions a les curses de l'Hipòdrom o els banquets celebrats al Gran Palau de Constantinoble, així com obsequis en cerimònies imperials. Els soldats rasos, en canvi, eren venuts com a esclaus o empresonats fins que eren rescatats o intercanviats. La majoria d'aquests homes eren utilitzats com a mà d'obra, encara que alguns que havien estat convençuts de convertir-se al cristianisme rebien terres on establir-se. Eren lliures de resar a les seves pròpies mesquites. Al-Muqaddassí relata que, tot i que els àrabs captius eren forçats a treballar com si fossin esclaus, podien guanyar diners, i que els romans «ni els obliguen a menjar porc ni els tallen el nas o la llengua».
De tant en tant es duien a terme intercanvis de presoners al riu Lamos, a Cilícia, a la frontera entre el califat i l'imperi. Després de pactar una treva, els dos bàndols es trobaven al riu. Els captius eren intercanviats un per un, com explica at-Tabarí en la seva narració de l'intercanvi celebrat el 845: «Es bastiren dos ponts sobre el riu, un per als presoners de cada facció. Cada bàndol deixava anar un captiu, que avançava cap als seus correligionaris alhora que el seu homòleg ho feia en sentit contrari. Una vegada acabat l'intercanvi, els captius restants foren rescatats a canvi de diners o bescanviats per esclaus».

## Intercanvis
| Data                       | Notes |
| -------------------------- | --- |
| 769                        | Esmentat únicament per Teòfanes el Confessor. |
| 797                        | Esmentat únicament per al-Massudí. |
| 805                        | Esmentat per al-Massudí i at-Tabarí. Fou el primer celebrat al Lamos i es desenvolupà sota la supervisió de l'eunuc Abu Sulayman Fàraj per part dels abbàssides. S'hi intercanviaren 3.700 presoners al llarg de 12 dies. |
| 808                        | Esmentat per al-Massudí i at-Tabarí com a «rescat de Thàbit ibn Nasr», en referència a l'encarregat de supervisar-lo per part dels àrabs. S'hi intercanviaren 2.500 presoners al llarg de 7 dies. |
| 810                        | Esmentat únicament per al-Massudí. |
| 816                        | Esmentat únicament per al-Massudí. |
| Setembre 845               | Esmentat per diverses fonts musulmanes com a «rescat de Khakan». Els romans tenien molts més presoners que els àrabs, de manera que el califa, al-Wàthiq, no tingué més remei que compensar la diferència comprant esclaus dels mercats de Bagdad i ar-Raqqà i fins i tot manumetent esclaves del seu propi servei domèstic. Els presoners musulmans foren interrogats per un representant del cadi en cap, Àhmad ibn Abi-Duad, per esbrinar la seva opinió sobre la doctrina de l'Alcorà creat; els que no hi creien foren abandonats a la seva sort. L'intercanvi durà 10 dies. Segons at-Tabarí, els musulmans recuperaren 4.600 presoners, incloent-hi 600 dones i 500 dhimmís, xifres que Alí ibn al-Athir dona com a 4.460, 800 i 100, respectivament. |
| 23 de febrer del 856       | Esmentat per les fonts musulmanes com a «rescat de Xunayf». Durà 7 dies. At-Tabarí narra que els romans tenien 20.000 presoners musulmans i que l'emperadriu regent Teodora despatxà un emissari, Jordi, fill de Ciríac, a negociar l'intercanvi. El califa, al-Mutawàkkil, envià Nasr ibn al-Azhar ibn Fàraj per calcular el nombre de presoners musulmans. S'acordà una treva entre el 19 de novembre del 855 i el 5 de març del 856. Xunayf al-Khadim anava al capdavant de la delegació abbàssida, acompanyat pel cadi en cap, Jàfar ibn Abd-al-Wàhid, i diversos magnats de Bagdad. Segons at-Tabarí, els musulmans recuperaren 785 homes i 125 dones, mentre que al-Massudí parla de 2.200 homes o 2.000 homes i 100 dones.                            |
| Abril/maig del 860         | Esmentat per les fonts musulmanes com a «rescat de Nasr ibn al-Azhar i Alí ibn Yahya». Segons at-Tabarí, l'emperador Miquel III envià Trifil, un emissari d'edat avançada, a al-Mutawàkkil amb 77 presoners musulmans. El legat romà es reuní en audiència amb el califa el 31 de maig del 859. Nasr ibn al-Azhar ibn Fàraj rebé instruccions d'acompanyar-lo de tornada a Constantinoble, però l'intercanvi es retardà fins a la primavera de l'any següent a causa de la rebel·lió de la guarnició romana de la fortalesa fronterera de Lúlon, que es passà als abbàssides. At-Tabarí i al-Massudí relaten que s'hi intercanviaren 2.367 presoners, tant homes com dones, al llarg de 7 dies.                                                              |
| 861/2                      | Esmentat únicament per al-Massudí. |
| 867                        | Esmentat únicament per al-Massudí. |
| 872                        | Esmentat únicament per al-Massudí. |
| Setembre/octubre del 896   | Esmentat per les fonts musulmanes com a «rescat d'Ibn Túghan». Segons at-Tabarí i Sibt ibn al-Jawzí, els musulmans recuperaren 2.504 presoners, incloent-hi homes, dones i nens, al llarg de 10 dies, mentre que al-Massudí dona xifres discrepants de 2.495 presoners en total o 3.000 homes. |
| Setembre del 905           | Supervisat per Rústam ibn Baradú. Fou interromput quan ja s'havien bescanviat 1.154 o 1.155 presoners musulmans, segons al-Massudí, perquè els romans no havien complit les condicions acordades. Per aquest motiu, les fonts àrabs s'hi refereixen com a «rescat de la traïció». |
| Juliol del 908             | Els adversaris reprengueren els intercanvis el 908, després d'una missió diplomàtica de dos anys dirigida per l'emissari romà Lleó Cerosfactes, per la qual cosa aquest es coneix com a «rescat de la perfecció». Rústam ibn Baradú fou, de nou, el supervisor de l'intercanvi per part dels musulmans, que recuperaren uns altres 2.842 presoners, segons al-Massudí (at-Tabarí parla d'«uns 3.000»). |
| Setembre i octubre del 917 | Esmentat per les fonts musulmanes com a «rescat de Munis» i precedit per una ambaixada romana a Bagdad encapçalada per Joan Radè. Segons Ibn al-Jawzí, es bescanviaren 5.500 presoners; segons al-Massudí, se n'intercanviaren 3.336 al llarg de 8 dies. |
| Setembre i octubre del 925 | Esmentat per les fonts musulmanes com a «rescat de Muflih». Segons al-Massudí, s'hi intercanviaren 3.983 musulmans al llarg de 19 dies, mentre que al-Maqrizí parla de 3.933. |
| Octubre del 938            | Esmentat per les fonts musulmanes com a «rescat d'Ibn Wàraqa». El governant autònom d'Egipte, al-Ikhxid, hi fou el negociador per part dels musulmans. S'hi bescanviaren més de 6.300 persones al llarg de 16 dies, però com que els romans encara tenien en la seva possessió 800 presoners més que els musulmans, la treva es prolongà durant sis mesos per tenir temps de comprar la llibertat dels captius restants en grups més petits. |
| Octubre del 946            | L'últim intercanvi celebrat al Lamos. S'hi bescanviaren 2.482 homes i dones. Els 230 presoners musulmans restants foren rescatats a canvi de 80.000 dinars d'or, dels quals una part fou pagada per l'emir hamdànida d'Alep, Sayf-ad-Dawla i una altra pels ikhxídides. L'intercanvi fou supervisat per Nasr al-Thamalí en nom de Sayf-ad-Dawla, per la qual cosa també és conegut com a «rescat de l'hamdànida». |
| 953                        | Petit intercanvi dut a terme a Alexandria en el qual es bescanviaren 60 presoners musulmans. |
| 954                        | Els romans enviaren una ambaixada a Sayf-ad-Dawla per negociar-hi un intercanvi de presoners. |
| 966                        | Celebrat entre Sayf-ad-Dawla i l'emperador Nicèfor II Focas el 23 de juny a Samòsata, seguint la reconquesta romana de Cilícia en els anys anteriors. Els romans tenien més de 3.000 presoners, que Sayf-ad-Dawla havia promès rescatar per 270 dinars per cap. Tanmateix, només disposava de 240.000 dinars, així que hagué de comprar la llibertat dels captius restants amb una cuirassa molt preuada i un ostatge d'entre els potentats de la seva cort. Entre els presoners intercanviats hi havia Abu-Firàs al-Hamdaní, cosí de Sayf-ad-Dawla i poeta de gran renom. |
| 969                        | Dut a terme entre els romans i el Califat Fatimita després del repartiment de Síria entre les dues potències. |

Arnold J. Toynbee destaca que els romans sempre tenien més presoners que els àrabs, fins i tot el 845, abans del punt d'inflexió que representa la batalla del Lalacaont (863), i malgrat la captura i la deportació a escala massiva de ciutadans romans en esdeveniments com el saqueig d'Amòrion (838). Segons l'historiador, aquest fet demostra l'eficàcia de l'estratègia romana de «turmentar i fiblonejar» els exèrcits musulmans que feien incursions a Anatòlia.